# Simone Aresti
Simone Aresti (* 15. März 1986 in Carbonia) ist ein italienischer Fußballtorwart.

## Spielerkarriere
Simone Aresti begann seine Karriere als Fußballspieler beim italienischen Erstligisten Cagliari Calcio. Am 27. Mai 2007, dem letzten Spieltag der Saison 2006/07, gab er sein Debüt in der Serie A, als er in der 46. Spielminute für Antonio Chimenti eingewechselt wurde. Das Spiel wurde mit 1:2 beim Absteiger Ascoli Calcio verloren.
In der Saison 2007/08 spielte er leihweise beim Drittligisten AC Pistoiese und kam auf zwölf Einsätze in der Serie C1. Zur Saison 2008/09 kehrte Aresti wieder zu Cagliari Calcio zurück, wo er die Position des Ersatztorhüters bekleidete und zu keinem weiteren Einsatz in der höchsten Spielklasse kam. Nach einem Jahr verließ der Torhüter die Sarden und ging zum Viertligisten Polisportiva Alghero. Aresti absolvierte zwar 27 Spiele in der Lega Pro Seconda Divisione und erreichte mit dem Verein den sechsten Endrang in der Liga, doch zum Saisonende wurde Alghero aufgrund der hohen Verschuldung vom Profibetrieb ausgeschlossen und Aresti verließ den Verein.
2011 wechselte Aresti zum Savona 1907 FBC. In seiner ersten Saison gelang ihm das Kunststück als Torhüter gleich zwei Tore zu erzielen. Beim 2:0 über die AC Giacomense traf er per Abschlag und beim 1:1 gegen die AC Renate gelang ihm in der Schlussphase der Partie der Ausgleich nach einem Freistoß.
Nach zwei weiteren Spielzeiten in Savona wechselte Aresti 2014 zu Delfino Pescara 1936. 2016 schloss er sich Ternana Calcio an. Nach nur einer Saison wechselte er zu Olbia Calcio 1905. Nach erneutem Vertrag in Cagliari wurde er 2020 für ein halbes Jahr dorthin zurückverliehen, bis er wieder seinen Platz als Ersatzmann bei den Sardiniern einnahm.